# Serban Ghenea
Serban Ghenea (románul: Șerban Ghenea, Bukarest, Románia, 1969. október 13. –) huszonháromszoros Grammy-díjas román–kanadai keverőmérnök, zenei rendező, a MixStar Studios alapító-társtulajdonosa, akit a zeneiparban gyakran neveznek a keverés királyának.[forrás?] A világ legkeresettebb és legelismertebb zenei keverőmérnöke, aki több ezer nemzetközi sláger hangzásáért felelős. Egy-egy dal keverésének díja akár elérheti a 10 ezer amerikai dollárt is, különösen nagy költségvetésű nemzetközi projektek esetén. Fia Alex Ghenea, producer, keverőmérnök.

## Pályafutása
Korai munkái között voltak olyan projektek is, mint Michael Jackson és a Backstreet Boys dalainak keverése.
Pályája során olyan előadókkal dolgozott együtt, mint: Adele, Taylor Swift, The Weeknd, David Guetta, Raye, Blackpink, Ariana Grande, Bruno Mars, Justin Timberlake, Lady Gaga, Britney Spears, Juice WRLD, Justin Bieber, Demi Lovato, Selena Gomez, Beyonce, Jessie J, Mariah Carey, Ellie Goulding, Sia Furler, Charli XCX, Lorde, Kim Kardashian (Jam (Turn It Up) c. dal), Mika, Jennifer Lopez, Iggy Azalea, Katy Perry, Rita Ora, Bebe Rexha, Kylie Minogue, Kesha, Ed Sheeran, Shawn Mendes, Post Malone, Frankie Grande, Sabrina Carpenter, Joel Corry, Inna, Tate McRae, Kelly Clarkson, Tove Lo, Sam Smith, Kim Petras, Jonas Brothers, Ava Max, Olivia Rodrigo, Lukas Graham, Lizzo és nagyon sokan mások. Keveréseit precizitás, dinamika és kristálytiszta hangzás jellemzi, amiért a Sony, a Universal és a Warner általában őt kéri fel előadóik dalainak hangtervezésére és keverésére.